# Hannerl
Hannerl, in Deutschland Ich tanze mit dir in den Himmel hinein, ist ein österreichischer Spielfilm aus dem Jahre 1952 von Ernst Marischka mit Johanna Matz, Adrian Hoven und Paul Hörbiger in den Hauptrollen.

## Handlung
Johanna, genannt „Hannerl“, Möller möchte unbedingt ans Theater, um dort als Tänzerin Karriere zu machen. Ihr Vater, der Museumsdirektor Professor Eberhard Möller, hält dieses Berufsziel als für seine Tochter nicht unbedingt für schicklich und ist demzufolge strikt dagegen. Jahrelang hat das blutjunge Hannerl heimlich Tanzunterricht genommen und nur von ihrer Mutter Elfie Unterstützung bekommen. Als sie glaubt, dass es Zeit wird, die Bühne zu erobern, muss Hannerl noch die schwierigste Hürde überwinden: Sie muss einen Theaterdirektor von sich und ihren Künsten überzeugen. Das ist leichter gesagt als getan, denn es gibt Hunderte von solchen Mädchen, die exakt dasselbe wollen. Und so greift Hannerl Möller zu einer Finte: Sie dringt bis zum Theaterchef Hermann Gerstinger vor und behauptet, seine Tochter zu sein, von der er nichts gewusst habe. 
Da Gerstinger einen Fehltritt vor zwei Jahrzehnten beim Kölner Karneval nicht gänzlich ausschließen kann, glaubt der alte Mann Hannerls Behauptung erst einmal. Er bringt das Nachwuchstalent in seiner neuen Revue unter, was zunächst dem jungen Regisseur und Workaholic Peter Bergmeister überhaupt nicht passt. Doch bald kann Hannerl allen beweisen, was in ihr steckt, und so erwirbt sie sich die Anerkennung und den Respekt Peters und ihrer Kollegen. Bald aber droht Hannerls Notlüge ihr auf die Füße zu fallen. Als es zum Vertragsabschluss kommen soll, gesteht das herzige Mädel ihren kleinen Schwindel und rennt kopflos davon. Peter, der längst bemerkt hat, dass er sich in Hannerl verliebt hat, holt sie zurück, und beide können mit der Revuepremiere einen hübschen Erfolg einfahren. Nun ist auch Hannerls professoraler Vater von der Richtigkeit der Berufswahl überzeugt.

## Produktionsnotizen
Hannerl entstand in den Filmstudios von Wien-Sievering und wurde am 29. Dezember 1952 in der österreichischen Hauptstadt uraufgeführt. Die deutsche Premiere war am 16. Januar 1953 in mehreren bundesrepublikanischen Städten.
Friedrich Erban übernahm die Produktionsleitung. Fritz Jüptner-Jonstorff gestaltete die Filmbauten, Gerdago die Kostüme. Herbert Janeczka zeichnete für den Ton verantwortlich. Friedrich Schröder komponierte das Titellied. Rudolf Nussgruber war Marischkas Regieassistent, Karl Schwetter Aufnahmeleiter. Gretl Schörg trug das Lied „Meine Lieblingspuppe, die hieß Josefine“ vor. Erika Hanka gestaltete die Choreographie.
Es tanzt das Wiener Staatsopernballett mit den Solisten Willy Dirtl und Traude Brexner in der Choreografie von Erika Hanka. Es spielen die Wiener Symphoniker.

## Wissenswertes
Für Hauptdarstellerin Johanna Matz bedeutete dieser Film der endgültige Durchbruch zu Leinwandruhm und brachte ihr bis zum Ende des Jahrzehnts – Fluch und Segen zugleich – vorwiegend so genannte „Zuckerl“-Rollen. Man besetzte sie die kommenden Jahre als „das nette, brave und sittsame, süße Maderl in Heimatschnulzen, musikalischen Lustspielen oder heiteren Romanzen“. In der (österreichischen) Presse wurde sie seitdem zumeist als „Hannerl“ Matz tituliert.

## Kritiken
Der Spiegel schrieb: „Wiener Herzensanmut, dargeboten im jungen Mädchen (rührender denn je: Hannerl Matz), im älteren Herrn (Paul Hörbiger) und – besonders wohltuend und überraschend – in der älteren Dame (Adrienne Geßner). Der massierte, höchst exportwürdige Charme überstrahlt einen konventionellen Verwechslungsspaß.“
Im Lexikon des Internationalen Films heißt es: „Ein konventioneller Verwechslungsspaß um die steile Karriere eines Ballettmädchens und um einen angeblichen moralischen Fehltritt. Leichte, durch eine Dosis Wiener Charme schmackhaft gemachte Kost mit beschwingter Musik und sympathischen Darstellern.“